# Katastrofa tramwajowa w Szczecinie
Katastrofa tramwajowa w Szczecinie – wypadek, który wydarzył się 7 grudnia 1967 r. w Szczecinie z udziałem tramwaju, z największą liczbą ofiar w historii Polski. W katastrofie zginęło 15 osób, w tym 7 na miejscu. Dodatkowo podczas akcji ratunkowej wrak tramwaju spadł na grupę rannych, przyczyniając się do śmierci kilku osób.

## Katastrofa
Tramwajem linii 6 w kierunku Gocławia, zestawionym z wagonu typu Konstal 4N z 1958 r. i dwóch przedwojennych wozów doczepnych z 1930 r.,  kierowała 34-letnia motornicza Krystyna Presseisen. Prowadząca ku Odrze trasa była stroma, z trzema zakrętami. O godzinie 6:35 na ulicy Wyszaka, zbiegającej ostro ku rzece (kąt pochyłu 5 stopni) i do tego zakręconej na końcu pod kątem 45 stopni, zepsuły się obwody hamulców elektrodynamicznych tramwaju (umożliwiających hamowanie silnikami). Konduktorki próbowały użyć hamulców ręcznych, nie dało to jednak pożądanego rezultatu. Tramwaj był zatłoczony; drzwi obwieszone tzw. winogronami, czyli pasażerami uczepionymi do drzwi z ich zewnętrznej strony. W trzech wagonach znajdowało się ok. 500 pasażerów. Wśród pasażerów przeważali pracownicy stoczni szczecińskiej, „Gryfii” oraz studenci Wyższej Szkoły Morskiej i Politechniki.
Rozpędzony do dużej prędkości i przeładowany skład, na pierwszym zakręcie w lewo, wyskoczył z szyn. Pierwszy wagon przewrócił się, a drugi wskutek uderzenia o słup trakcyjny dodatkowo przełamał się na dwie części. Obie sunęły jeszcze wzdłuż ulicy, miażdżąc pasażerów. Najbardziej poszkodowani zostali pasażerowie pierwszego wagonu.
W katastrofie zginęło 15 osób, w tym 7 na miejscu, kolejne 8 w wyniku ciężkich obrażeń, w szpitalach. 42 osoby zostały ciężko ranne, ponad 100 innych odniosło lżejsze obrażenia. Niektórzy z nich zostali dodatkowo poszkodowani (lub nawet zabici) już w trakcie akcji ratowniczej: podnoszony przez dźwig tramwaj zerwał się z liny i z wysokości kilkudziesięciu centymetrów spadł na rannych leżących na bruku.
Akcję ratunkową utrudniał mrok. Duży udział w ratowaniu rannych mieli szczecińscy taksówkarze, którzy bezinteresownie zawozili ich na pogotowie ratunkowe. Według niektórych źródeł motornicza tramwaju wiedząc o przeciążeniu odmawiała wyjechania na trasę, lecz jej prośba spotkała się z odmową.

## Przyczyny i następstwa katastrofy

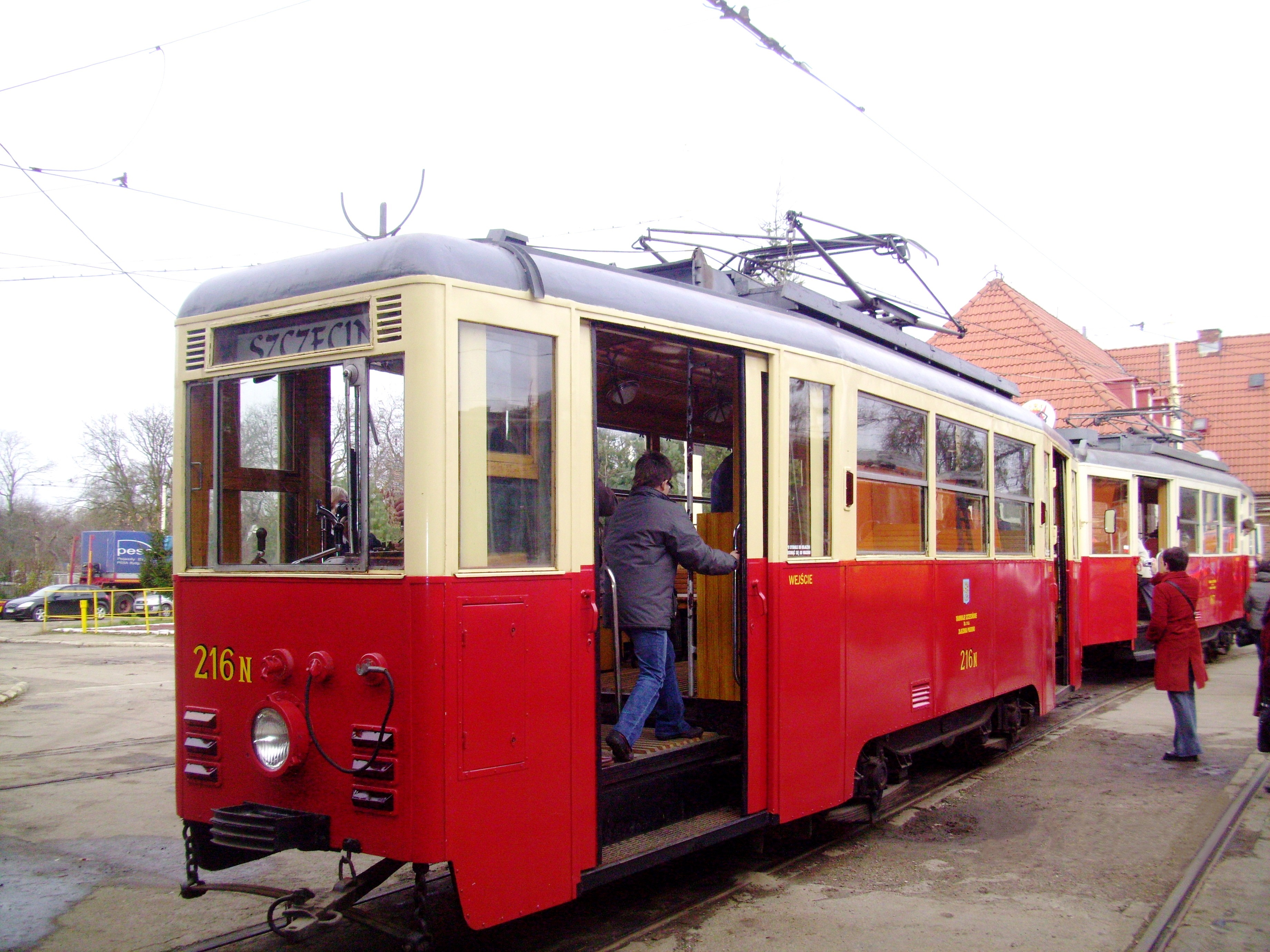
Tramwaj Konstal 4N

Badająca sprawę komisja Ministerstwa Gospodarki Komunalnej na czele z wiceministrem Jerzym Majewskim orzekła, że do katastrofy doprowadziła awaria układu hamulca elektrodynamicznego. Zawiódł układ elektryczny silników – w nastawniku przepaliły się obwody.
W następstwie katastrofy:
- zakazano tworzenia trójskładów[7],
- wprowadzono obowiązek instalowania elektrycznego systemu zamykającego drzwi[5],
- przeprowadzono ogólnopolską kontrolę układów hamulcowych tramwajów,
- wprowadzono nakaz instalowania hamulca szynowego.

W Szczecinie:
- zamknięto linię tramwajową na ulicy Wyszaka (w miejscu tym dwa lata wcześniej miał miejsce inny wypadek o łagodniejszym przebiegu[4]
- dla odciążenia linii tramwajowych nr 6 i nr 8 wprowadzono kursy dziesięciu przegubowych autobusów marki Jelcz[3]

W 1978 r. ulicę Wyszaka (do 1945 zwanej Klosterhof, a do końca lat 50. ul. Słoneczną) zlikwidowano pod budowę zachodniego węzła Trasy Zamkowej.
W wyniku dochodzenia ustalono, że przyczyną wypadku była awaria hamulców elektrodynamicznych (silnikowych), żaden z pracowników MPK nie został obarczony odpowiedzialnością za spowodowanie wypadku.

## Teorie spiskowe
Chociaż była to największa do tej pory katastrofa tramwajowa w Polsce Ludowej, ówczesna prasa niewiele napisała o wypadku. W „Kurierze Szczecińskim” pojawiła się krótka relacja, a następnego dnia już tylko zdawkowy komunikat, z którego wynikało, że komisje badają przyczyny katastrofy. W sprawę zaangażowana była milicja, SB, władze Szczecina i komisja ówczesnego ministerstwa gospodarki komunalnej. Władze początkowo podejrzewały, że to sabotaż. Szybko wycofano się z tej tezy. Sprawa została zatuszowana i poza mieszkańcami Szczecina niewiele osób wiedziało o wypadku. Były jednak wyjątki, np. o wypadku dokładnie poinformowało Echo Krakowa z dnia 8 grudnia.
Wkrótce po katastrofie w materiałach tzw. drugiego obiegu, zaczęły funkcjonować teorie spiskowe, z między innymi tą, która obarczała odpowiedzialnością środowiska frakcyjne w PZPR. Rok 1967 w środowisku szczecińskim był okresem nasilonych konfliktów o podłożu antysemickim, a także walk między frakcjami „puławian” i „natolińczyków” w ramach partii. Ci pierwsi mieliby być autorami rzekomego zamachu, w efekcie którego miało dojść do odwołania władz miasta wspieranych przez wysoko postawionych w strukturze partyjnej natolińczyków. Zwolennicy tej teorii nie zyskali jednak poparcia ze strony rodzącej się wówczas opozycji i po krótkim czasie zaniechali działań zmierzających do wyjaśnienia okoliczności katastrofy.

## Katastrofa w kulturze

### Czarny Serial
9 odcinek „Czarnego Serialu” pod tytułem „Szóstka do śmierci. Katastrofa tramwajowa”, wyemitowany premierowo 8 stycznia 2001 roku na kanale TVP1, opowiada historię katastrofy tramwajowej w Szczecinie. Dokument ten zawiera wywiady, wspomnienia, archiwalne materiały telewizyjne i prasowe oraz symulacje 3D zaistniałych wydarzeń.
Odcinek przedstawia m.in. obraz powojennej Polski, historię miasta, wstępny zarys okoliczności katastrofy oraz wywiad z motorniczą Krystyną Presseisen. Twierdzi w nim ona, że już od samego rana miała złe przeczucia co do tramwaju, ale technicy uznali, że maszyna jest w pełni sprawna. Motornicza przytacza rozmowę z pasażerami, którzy byli oburzeni jej sugestią, by przesiedli do innego tramwaju z powodu przeciążenia. Pasażerowie odmówili i kobieta była zmuszona pojechać. Historia wypadku jest przeplatana relacjami poszkodowanych, innych uczestników zdarzenia oraz osób postronnych. W drugiej połowie filmu prokurator przybliża kulisy śledztwa prowadzonego w sprawie katastrofy oraz tego, czy zostały zastosowane wszystkie środki zapobiegawcze, by do zdarzenia nie doszło.
Według analizy twórców konsekwencją tego wypadku była modernizacja zaleceń dotyczących tramwajów, którą wprowadzono na terenie całego kraju. Wprowadzono dodatkowy układ hamulcowy oraz elektryczny napęd drzwi, który uniemożliwiał ich niezamknięcie, w konsekwencji czego motorniczy nie mógł ruszyć z otwartymi drzwiami. Zakończyło to praktykowanie przez ludzi jazdy na stopniach tramwaju.

### Książka
Przemysław Kowalewski wydał książkę „Szóstka”. W książce autor bada przebieg tych wydarzeń oraz omawia teorie spiskowe, które krążyły wówczas w Szczecinie. Powieść jest również opowieścią o rywalizacji o władzę między polskimi komunistami oraz o wzrastającej fali antysemityzmu w okresie PRL-u.

### Wystawa
9 listopada 2024 roku w Muzeum Techniki i Komunikacji w Szczecinie otwarto czasową wystawę poświęconą katastrofie. Zaprezentowano na niej m.in. zdjęcia z miejsca wypadku wykonane przez szczecińskiego fotografa Włodzimierza Piątka, a także przechowywaną w szczecińskim archiwum dokumentację tego wydarzenia.

## Miejsce katastrofy
Miejsce katastrofy znacząco się zmieniło w kolejnych latach. Tam, gdzie poprzednio przebiegała ulica Wyszaka, znajdują się łącznice Trasy Zamkowej i parking. Zachowany fragment ulicy nosi imię Zygmunta Duczyńskiego. W miejscu, w którym doszło do wypadku, nie ma żadnego śladu upamiętniającego tę katastrofę.

## Galeria

Dokumenty dotyczące katastrofy
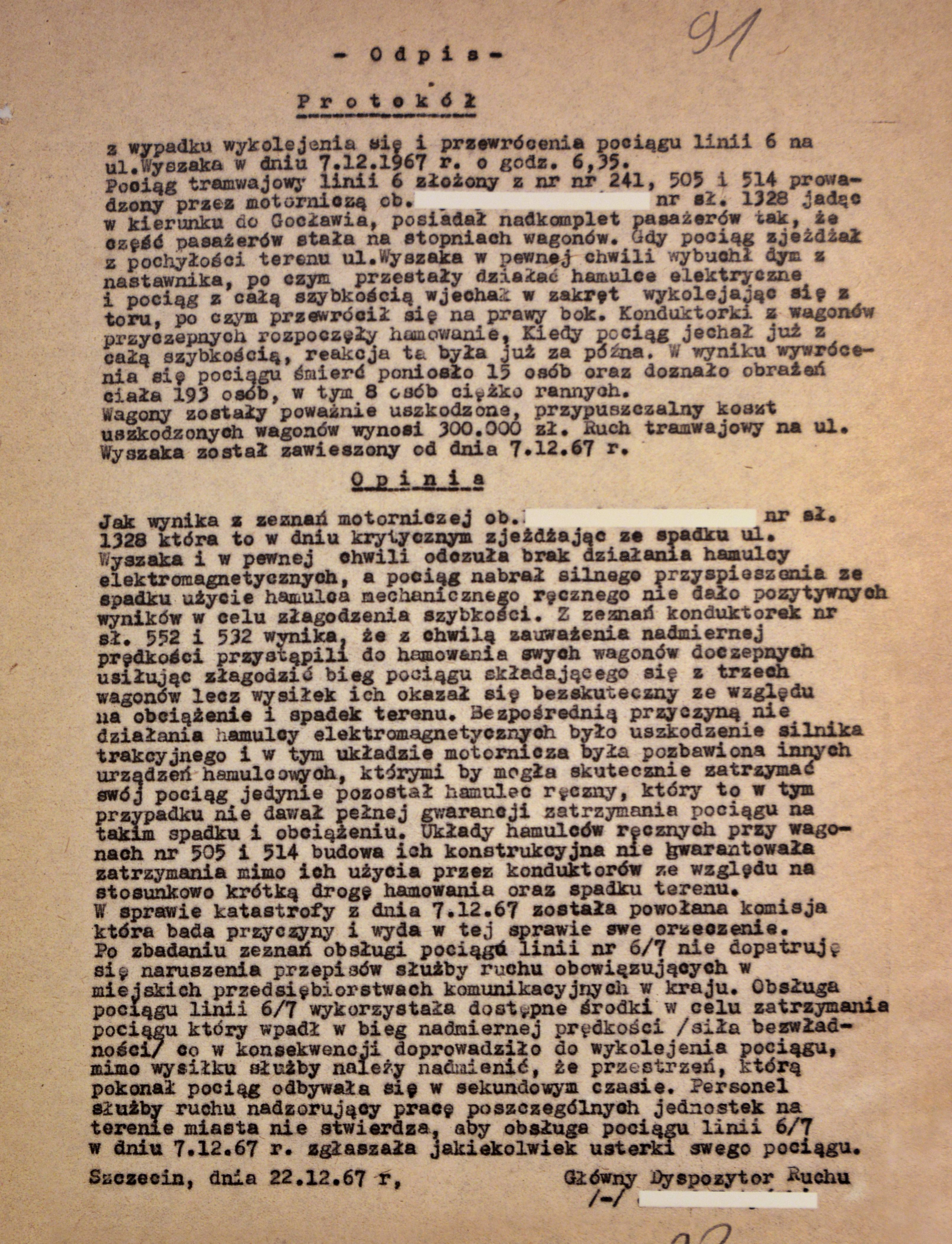
Opinia głównego dyspozytora ruchu MPK
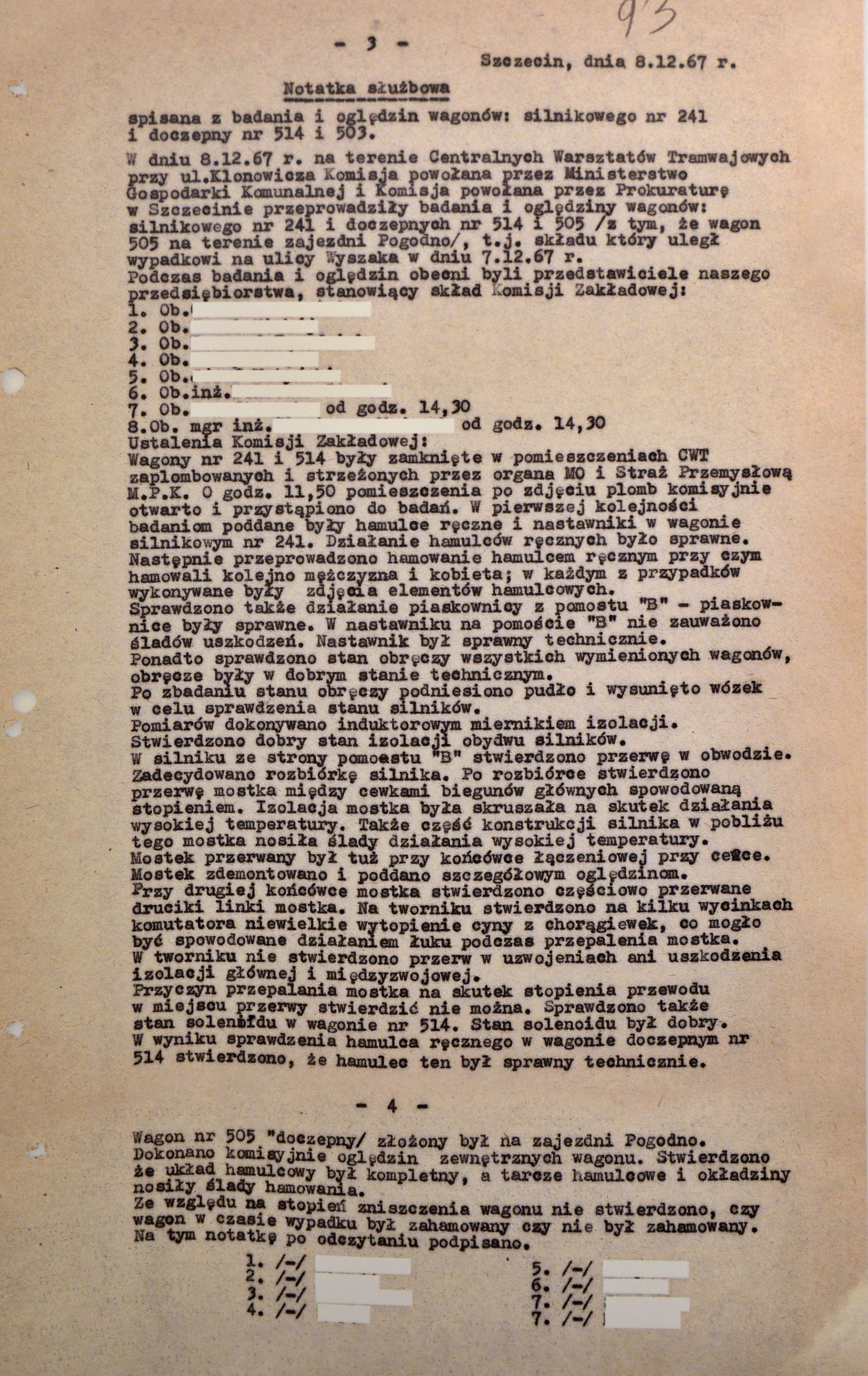
Protokół z oględzin wagonów
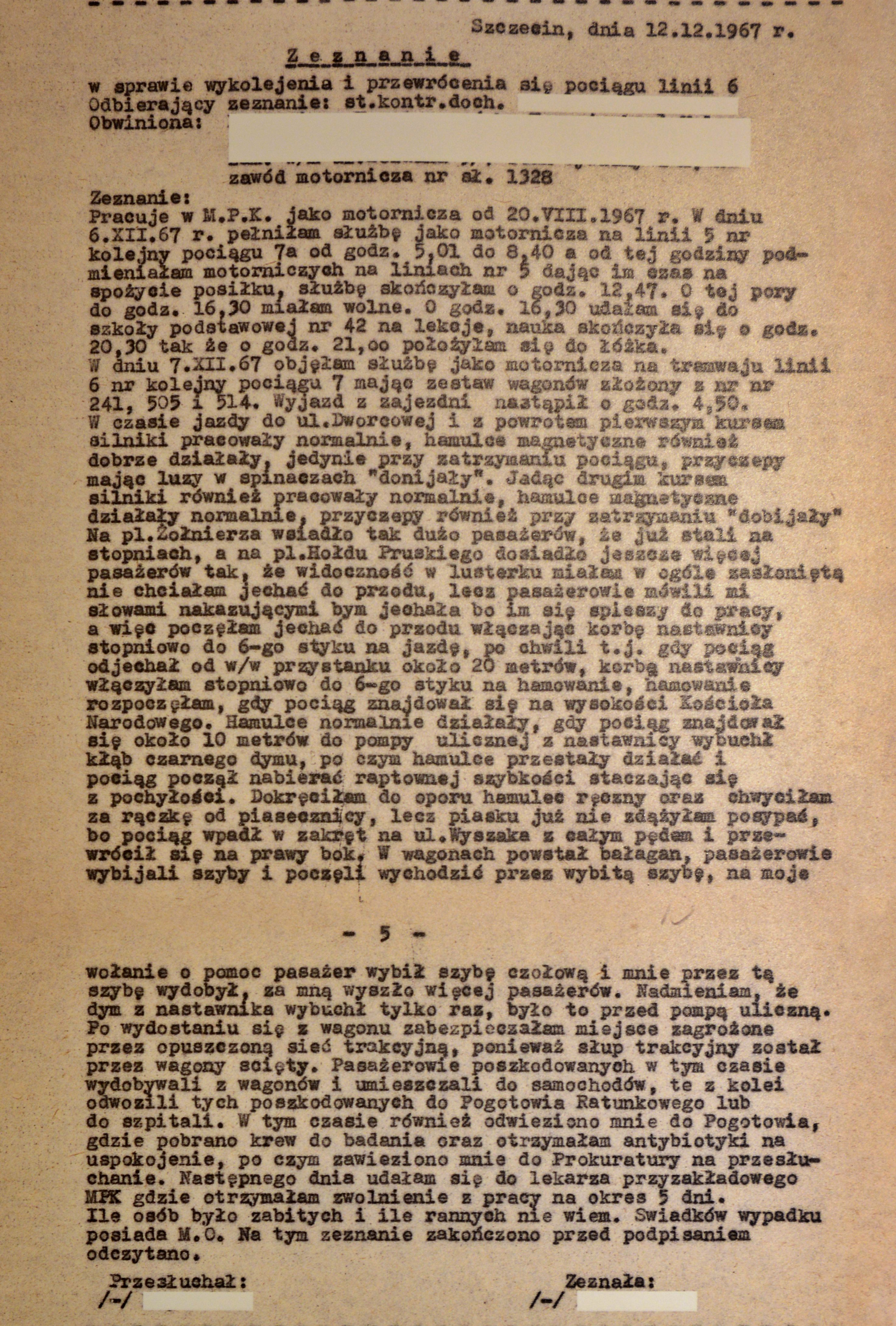
Zeznanie motorniczej
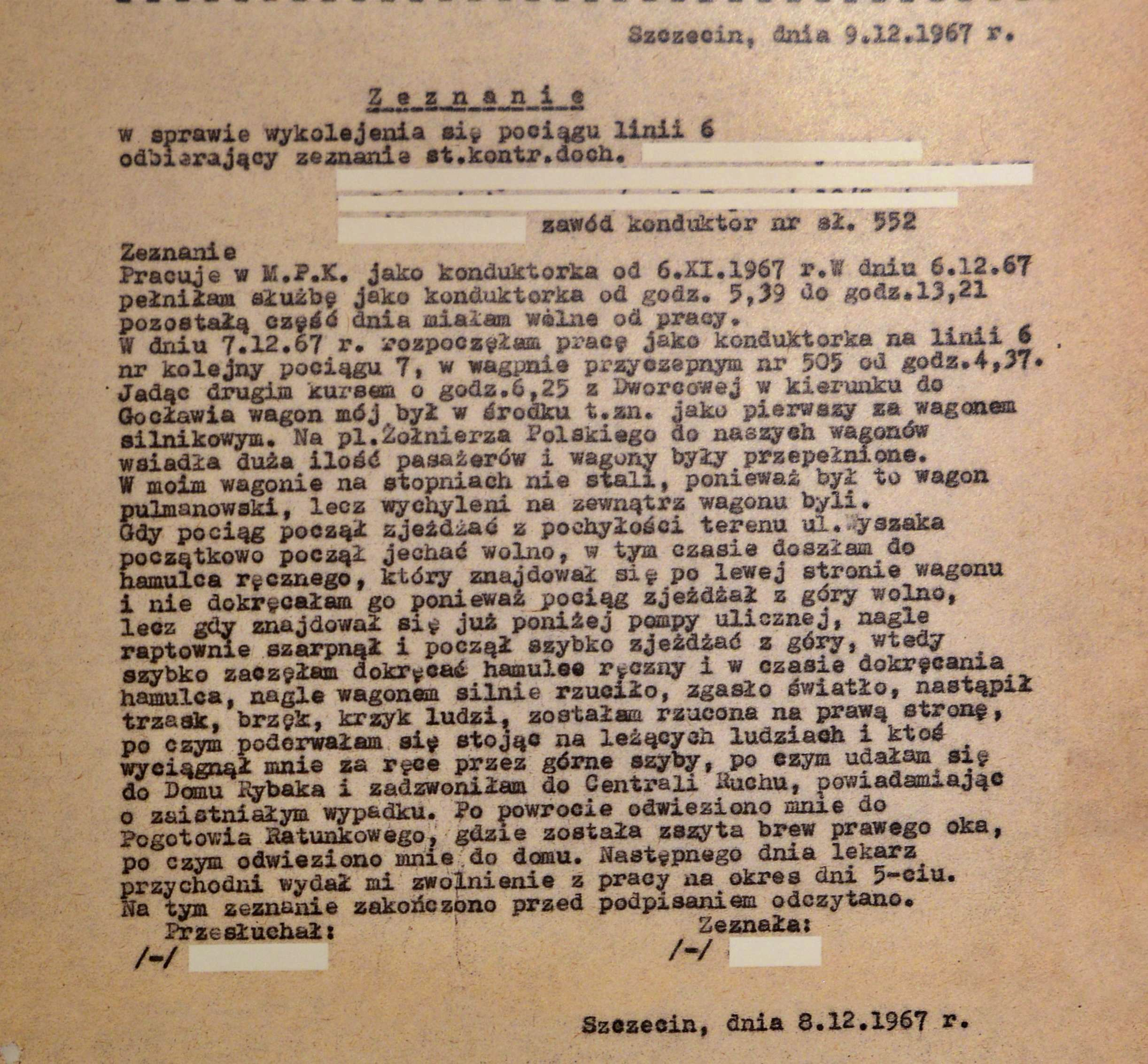
Zeznanie konduktorki z II wagonu
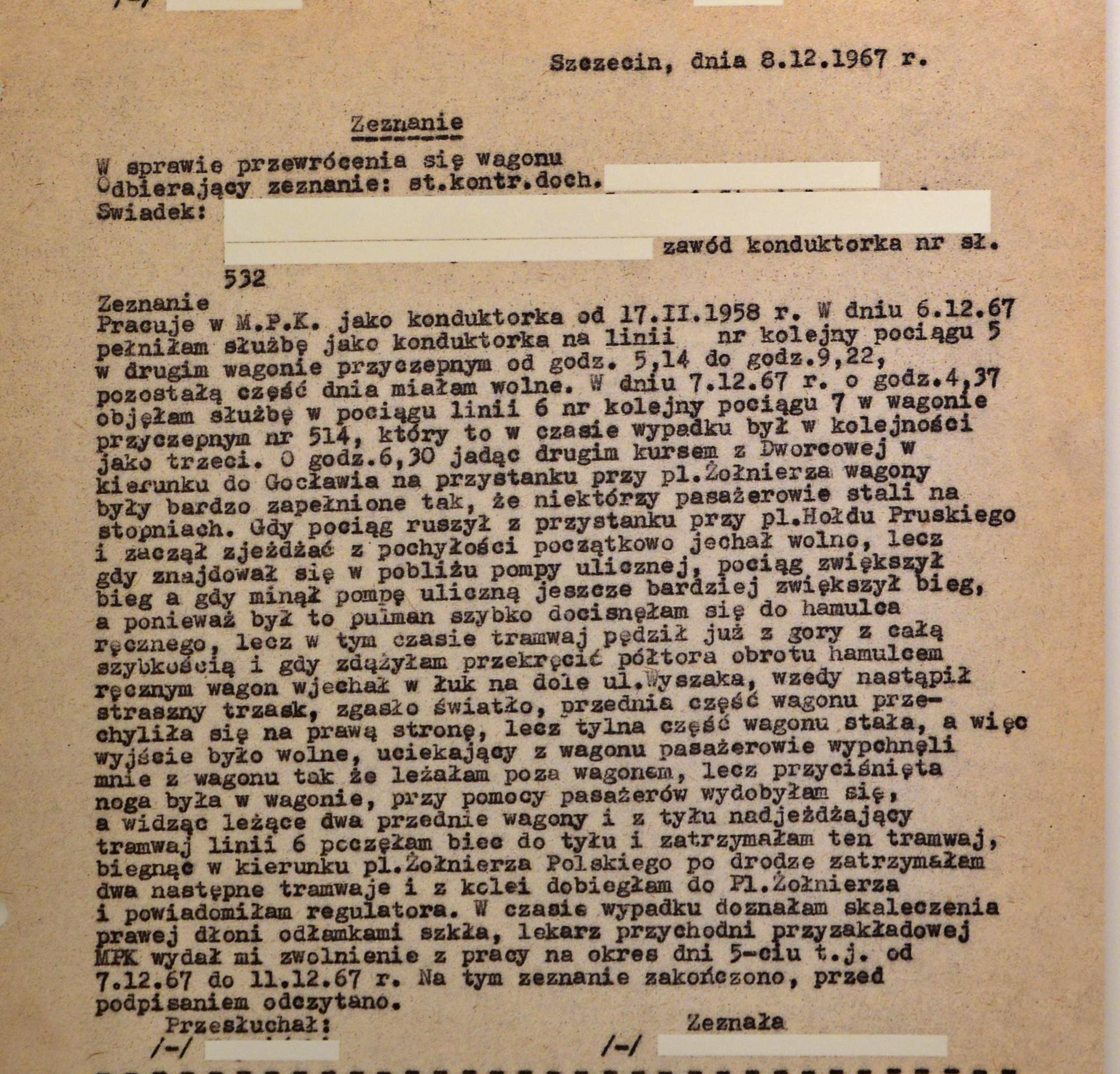
Zeznanie konduktorki z III wagonu